# Transfert horizontal de gènes

Arbre phylogénétique à trois domaines montrant les possibles transferts horizontaux, notamment ceux postulés par la théorie endosymbiotique.

Le transfert horizontal de gènes, ou transfert latéral de gènes, est un processus dans lequel un organisme intègre du matériel génétique provenant d'un autre organisme sans en être le descendant. Par opposition, le transfert vertical se produit lorsque l'organisme reçoit du matériel génétique à partir de son ancêtre. La plupart des recherches en matière de génétique ont mis l'accent sur le transfert vertical, mais les recherches récentes montrent que le transfert horizontal de gènes est un phénomène significatif. Une grande partie du génie génétique consiste à effectuer un transfert horizontal artificiel de gènes.

## Historique
Le transfert horizontal de gènes entre deux bactéries d'espèces différentes a été décrit pour la première fois en 1959 dans une publication japonaise démontrant l'existence du transfert de la résistance aux antibiotiques entre différentes espèces de bactéries,. Cependant cette recherche a été ignorée en Occident pendant une dizaine d'années. Michael Syvanen a été parmi les premiers biologistes occidentaux à étudier la fréquence des transferts horizontaux de gènes. Syvanen a publié une série d'articles sur le transfert horizontal de gènes à partir de 1984, prédisant que le transfert horizontal de gènes existe, qu'il a une importance biologique réelle, et que c'est un processus qui a façonné l'histoire de l'évolution dès le début de la vie sur Terre.
Comme Jain, Rivera et Lake (1999) l'ont dit : « De plus en plus, les études sur les gènes et les génomes, indiquent que de nombreux transferts horizontaux ont eu lieu entre les procaryotes. ». Chez les bactéries du genre Thermotoga, par exemple, environ 20 % des gènes proviennent d'archées. Le phénomène semble avoir eu une certaine importance pour les eucaryotes unicellulaires également. Comme Bapteste et al. (2005) l'observent, « de nouveaux éléments donnent à penser que le transfert de gènes peut également être un important mécanisme d'évolution chez les protistes ».
En raison de l'augmentation du nombre de faits connus suggérant l'importance de ces phénomènes dans l'évolution, des biologistes moléculaires tels que Peter Gogarten ont décrit le transfert horizontal de gènes comme « un nouveau paradigme pour la biologie ».

## Procaryotes
Le transfert horizontal de gènes semble également répandu parmi les archées et entre bactéries. Ce processus est considéré comme un des facteurs principaux de l'augmentation de la résistance des bactéries aux antibiotiques. Une fois la résistance acquise par une cellule, elle peut être transmise à des bactéries d'espèces différentes et parfois même de genres différents.
Il y a trois systèmes principaux d'échange de matériels génétiques chez les procaryotes :
- la conjugaison qui consiste en un transfert d'ADN d'une bactérie à une autre, généralement de la même espèce, via un contact de cellule à cellule (par pili sexuels, notamment) ;
- la transformation, ce mécanisme est commun chez les bactéries, moins chez les eucaryotes. Elle consiste en la prise d'un matériel génétique extracellulaire (provenant d'une bactérie morte) par un autre organisme. Elle est souvent utilisée en génie biologique afin d'insérer de nouveaux gènes dans des bactéries ;
- la transduction, processus par lequel l'ADN d'une bactérie est transporté dans une autre bactérie par le biais d'un virus.

D'autres systèmes d'échange ont été reconnus :
- la fusion de deux organismes ;
- la symbiose, et notamment l'endosymbiose ;
- l'introgression, une hybridation suivie par des rétrocroisements successifs avec majoritairement l'une des deux espèces.

## Eucaryotes
L'analyse des séquences des génomes disponibles montre qu'un transfert de gènes a lieu entre les génomes chloroplastiques et mitochondriaux et le génome nucléaire. Comme indiqué par la théorie endosymbiotique, les mitochondries et les chloroplastes ont probablement comme origine une bactérie endosymbiote d'un ancêtre de la cellule eucaryote.
Le transfert horizontal de gènes entre les bactéries et certains champignons, en particulier la levure Saccharomyces cerevisiae, a été également décrit.
Il existe également des preuves de transfert horizontal de gènes mitochondriaux entre un parasite de la famille des Rafflesiaceae et son hôte,, ou encore à partir de chloroplastes d'une plante encore non identifiée vers les mitochondries du haricot.
Un cas de transfert entre une algue (Vaucheria) et un mollusque qui la consomme (Elysia) a été décrit en 2008.
En 2009, une étude (sur des plantes) suggère que le greffage est une voie pour le transfert horizontal de gènes.
En 2010, des chercheurs de l'université d'Arizona ont mis en évidence dans le génome du puceron l'existence de gènes transférés à partir de fungi, l'expression de ces gènes permettant la production de caroténoïde chez cette espèce animale.
Les mécanismes précis mis en jeu sont encore inconnus. Une hypothèse est que l'insertion de transposons dans la cellule hôte se ferait grâce à des virus transportés par un vecteur : champignon du sol, ver, puceron, insecte piqueur, plante parasite, etc.
Au moins une étude moléculaire comparative suggère l'existence d'un ancien transfert horizontal parmi les néphrozoaires : les tuniciens seraient le résultat d'une hybridation entre un vertébré primitif et un bilatérien non chordé.
La première intégration d'un gène de plante à une espèce d'insectes (l'Aleurode du tabac) est démontrée en 2021,.
En 2023, douze transferts horizontaux de rétrotransposons impliquant huit espèces de plantes de la forêt de la Massane (Pyrénées-Orientales, France) sont mis à jour, dont la moitié entre une espèce de lianes et l'espèce d'arbres qui la porte (sans relation de parasitisme).

## Virus
Une étude a montré que des transferts horizontaux de gènes ont pu avoir lieu entre un virus géant, le Mimivirus, et certaines bactéries. Le Mimivirus possède en effet un gène codant une topoisomérase proche de celle retrouvée chez les bactéries.

## Rôle dans l'évolution et pour son étude
Le transfert horizontal de gènes est un facteur d'erreur important dans la création d'arbres phylogénétiques.
En 2004, le biologiste Peter Gogarten (en) constate que « la métaphore originelle d'un arbre, ne correspond plus aux données provenant des récentes analyses de génomes », et que « les biologistes devraient utiliser l'image d'une mosaïque pour décrire les différentes histoires combinées dans un génome unique, et l'image d'un filet pour signifier la multitude d'échanges et d'effets coopératifs qu'a le transfert horizontal sur les microbes ». On parle alors de réseaux phylogénétiques.
En 2017, dans la préface de l'ouvrage d'Éric Bapteste, Hervé Le Guyader indique : « Par les transferts horizontaux, les arbres deviennent des réseaux ; par la complexité des échanges dans les écosystèmes, les cycles deviennent des réseaux. [...] Par les réseaux, [il est maintenant possible] d'étudier de manière logique les interactions dans l'espace et le temps entre entités biologiques, même provenant de niveaux d'organisation différents. ».
Il faut en fait distinguer l'histoire des gènes et celle des espèces, différentes portions d'un génome pouvant avoir des histoires différentes tandis que la notion d'arbre phylogénétique reste valable pour les espèces. Dès 1980 et surtout après 2000 plusieurs équipes, dont celle de Peter Gogarten (en), se sont préoccupées d'intégrer les transferts horizontaux dans les études phylogénétiques au lieu de les écarter (la « réconciliation phylogénétique »). L'acquisition d'un gène extérieur, comme les modifications morphologiques mais à l'inverse des mutations, donne accès à l'orientation temporelle : le receveur est l'ancêtre du groupe d'espèces qui possèdent le gène acquis, et il a vécu en même temps que le donneur (et dans un même lieu). Très fréquents chez les microorganismes, les transferts horizontaux ont ainsi permis d'établir la chronologie des espèces au sein des cyanobactéries, des archées et des champignons.

## Application pratique des transferts de gènes horizontaux
Deux techniques exploitent les transferts horizontaux de gènes :
- la transgenèse, qui permet de produire des êtres vivants possédant des gènes provenant d'une autre espèce. Certains OGM sont issus de cette technique ;
- la thérapie génique, qui permet de réparer, en général localement un génome défaillant (maladie génétique).

L'existence de ces transferts de gènes horizontaux naturels relativise doublement les dangers supposés des OGM et des thérapies géniques. Premièrement les données scientifiques montrent que ces transferts sont rares (du moins ceux qui se maintiennent et qui sont fonctionnels) et ne provoquent pas de déséquilibre écologique, à l'exception des transferts de genes de resistances par exemple à des herbicides particuliers. Les risques de transferts horizontaux liés aux OGM peuvent etre considérés comme négligeables en termes de danger environnemental et sanitaire,, sous reserve de la propagtaion de genes de resistance à des especes non ciblées dans l'expérimentaiton d'origine. Deuxièmement les transgénèses ont potentiellement les memes effet plus perturbateur sur l'ADN que des modifications naturelles (mutation et croisement),, à l'exception du ciblage de la modification.

## Transfert horizontal vers le microbiote intestinal des Japonais
La nutrition, avec le temps, rendrait possible les transferts horizontaux de gènes du bol alimentaire vers le microbiote intestinal humain.
L'algue rouge Porphyra est une algue comestible qui entre dans la préparation des sushis et des makis. Les Japonais sont de grands consommateurs d’algues depuis très longtemps. Au cours des dix derniers millénaires, leur microbiote intestinal s'est adapté pour leur permettre de dégrader les fibres des algues. Cette capacité a été obtenue par transfert horizontal des gènes bactériens marins (Zobellia galactanivorans) vers le génome de bactéries intestinales (Bacteroides plebeius).
Les Japonais possèdent toute la machinerie moléculaire nécessaire à la catabolisation complète du polysaccharide constituant la paroi cellulaire d'une algue rouge, le porphyrane (en), ce qui leur confère cette spécificité par rapport aux autres populations,,.